# Chevrolet Van

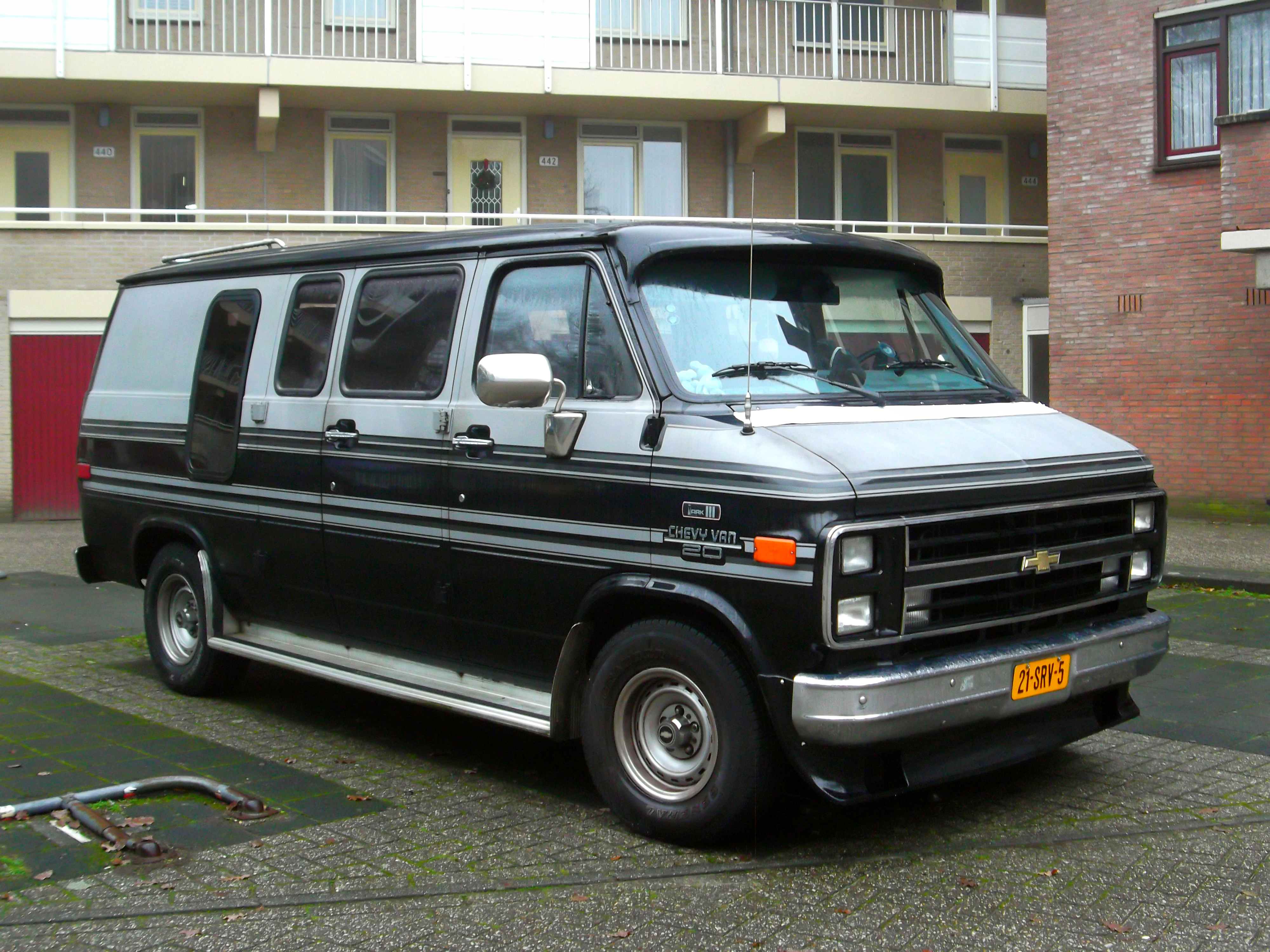
Een Chevrolet Van uit 1986, derde generatie na de facelift

De Chevrolet Van (ook bekend als de Chevrolet/GMC G-series Van, GMC Vandura of kortweg Chevy Van is een bestelwagen die van 1964 t/m 1996 geproduceerd werd door het Amerikaanse merk Chevrolet en onder de merknaam GMC (die beide onder General Motors vallen). Er zijn drie generaties modellen van deze bestelwagen op de markt gebracht. De eerste generatie werd geïntroduceerd als opvolger van de Chevrolet Corvair 95 en de bestelversie van de Chevrolet Suburban. De Chevrolet Express wordt wel gezien als haar opvolger.
De verschillende generaties zijn:
- Eerste generatie van 1964 t/m 1966
- Tweede generatie van 1967 t/m 1970
- Derde generatie van 1970 t/m 1996

Vanaf 1978 kreeg de voorkant een facelift waardoor de wagens vanaf dat moment ook als vierde generatie werden aangeduid.

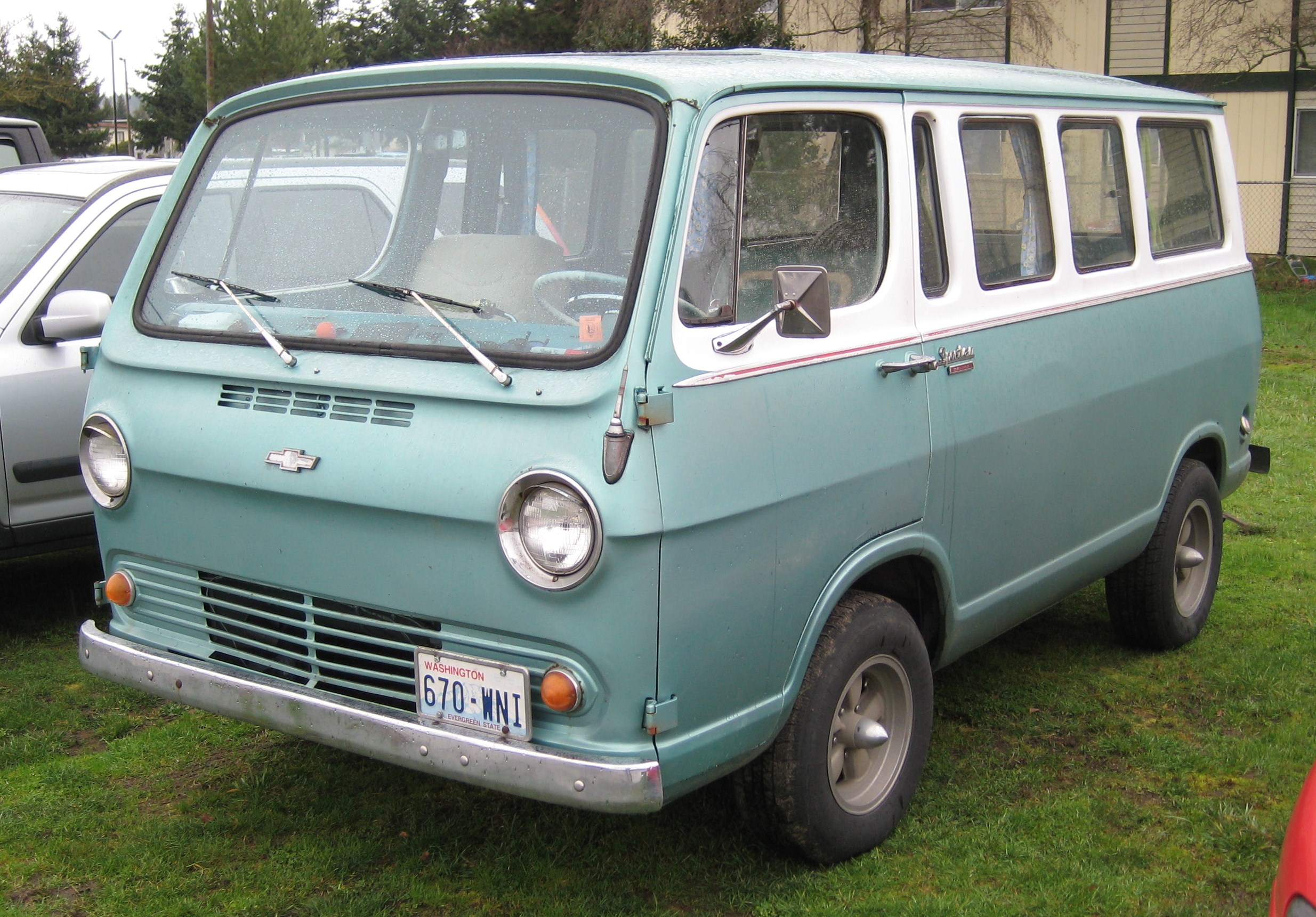
Een Chevrolet Van uit 1965, eerste generatie
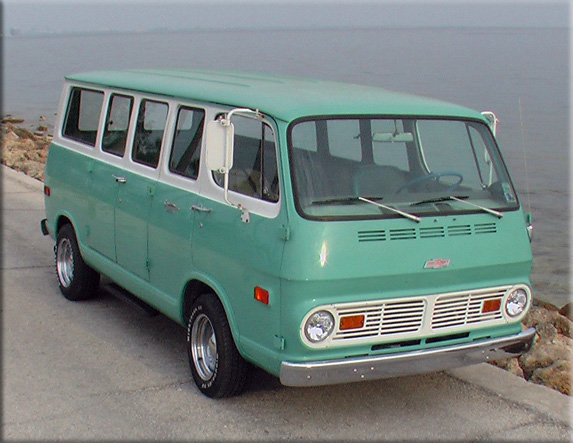
Een model uit 1968, tweede generatie
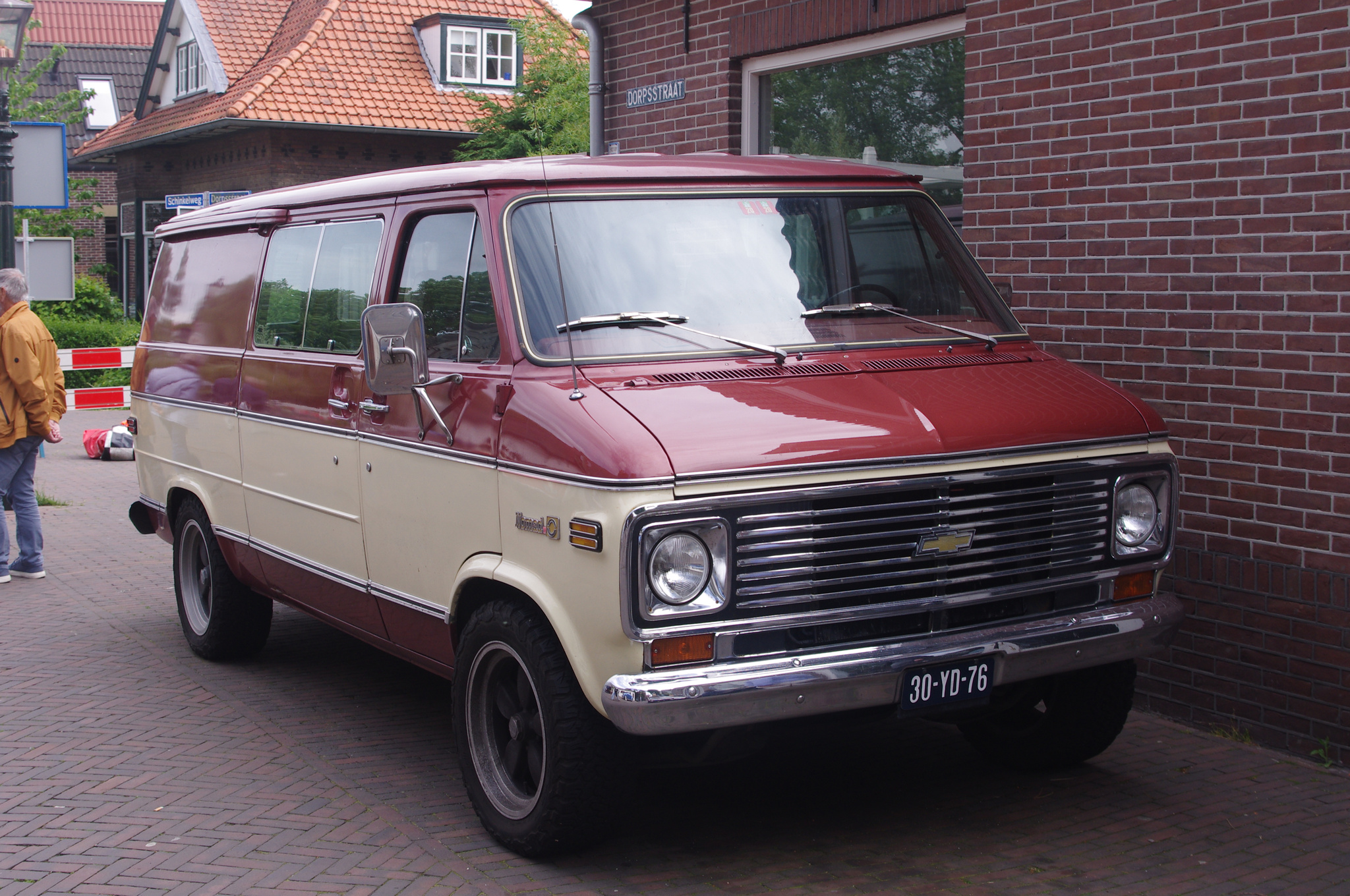
Een model uit 1977, derde generatie
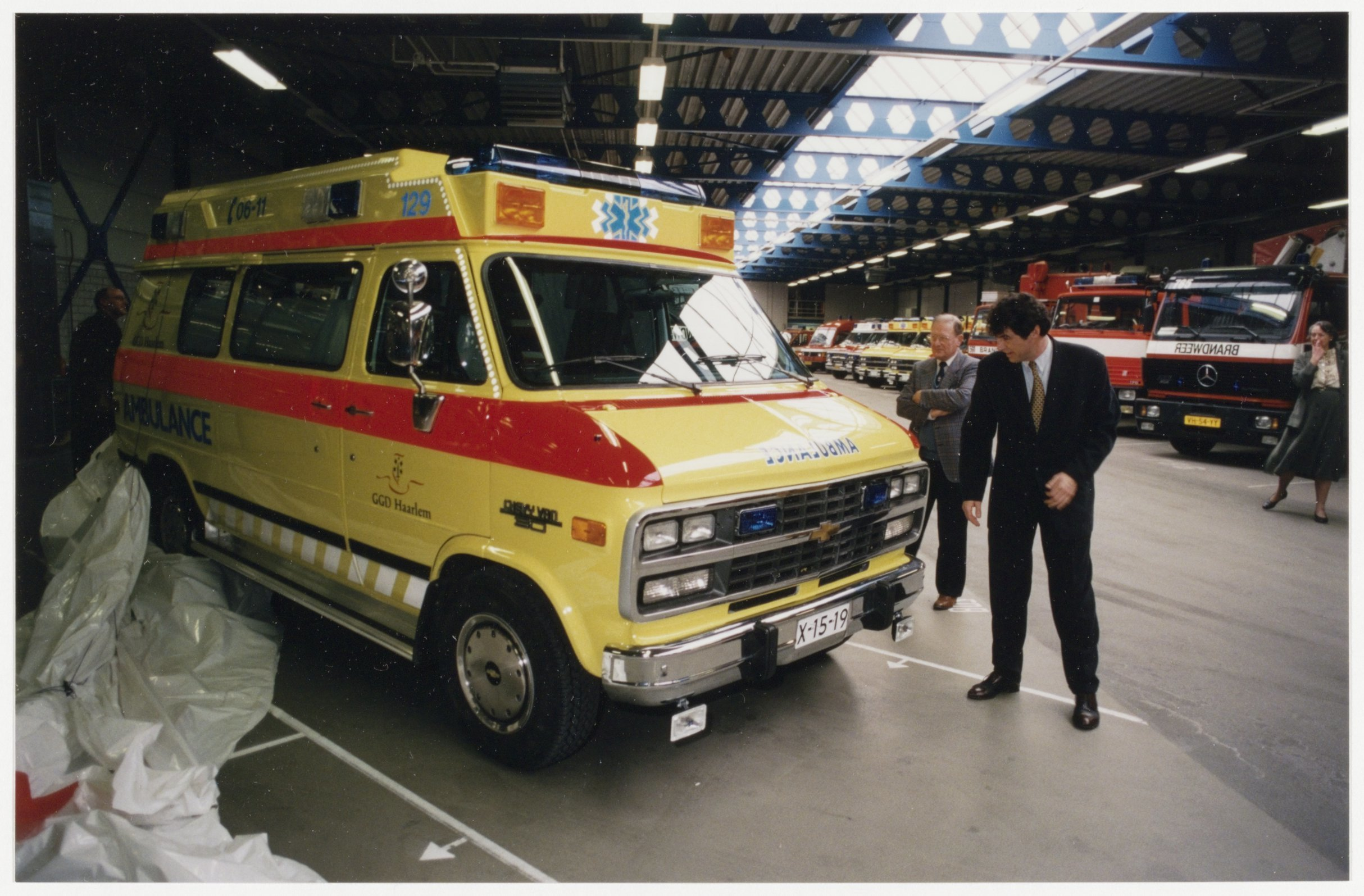
Een Chevrolet-ambulance van de Nederlandse GGD in 1996.